# Історія парашутизму

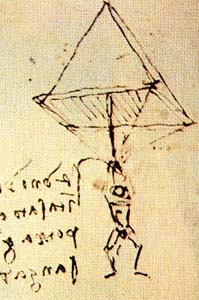
Парашут Леонардо да Вінчі - ескіз

## Історія скайдайвінгу

### Перші згадки

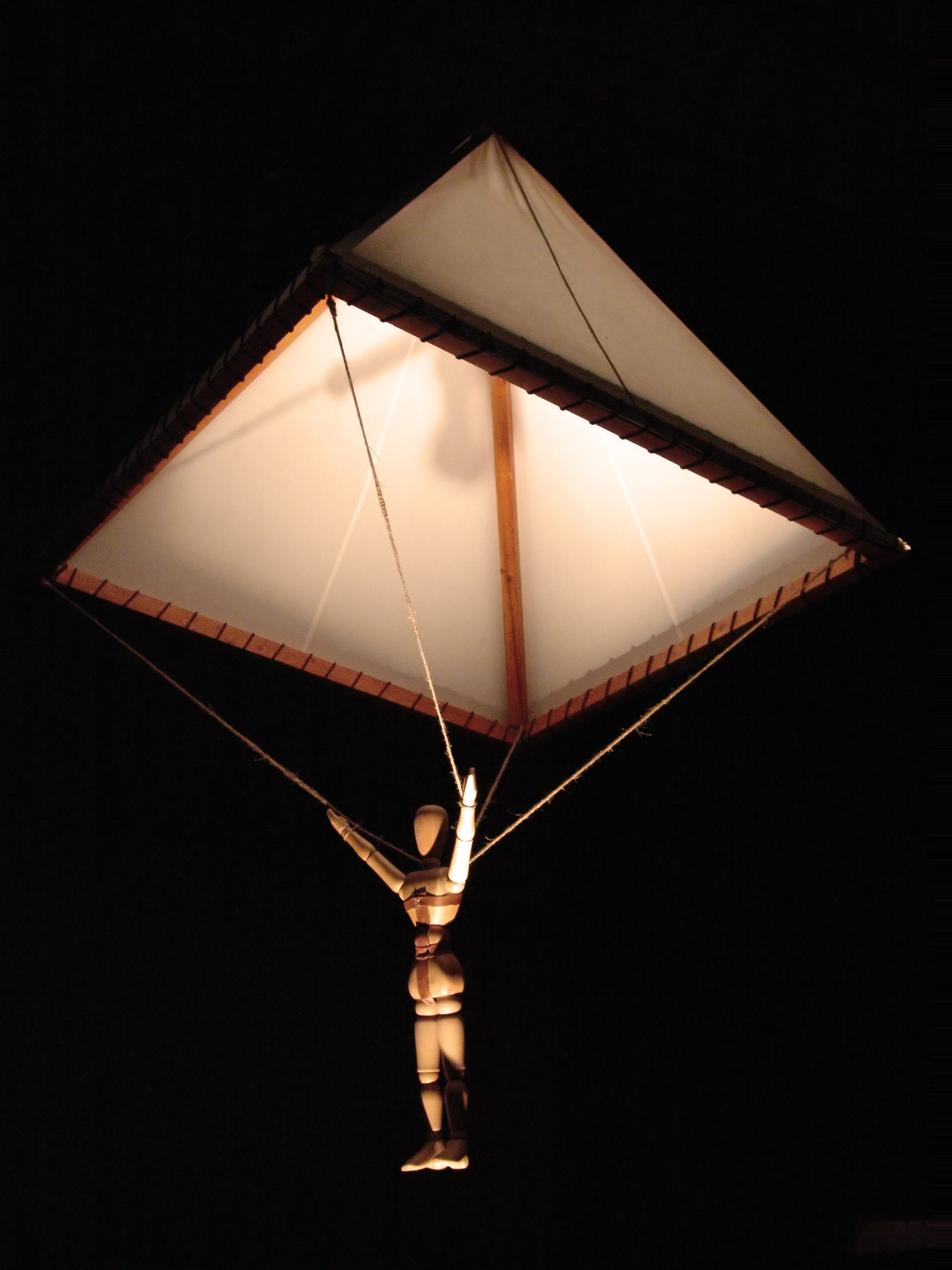
Парашут Леонардо да Вінчі

Перша згадка про “парашут” стосується Китаю, зроблена істориком Сіма Кіаном. У історії згадується що за допомогою з'єднаних частин полотна був зроблений парашут для рятування життя імператора з палаючої будівлі. Також є історичні свідчення про те, що китайські акробати використовували парашути як один із засобів розваги публіки..
Концепція падіння з неба датується 1100-ми роками, у Китаї, коли виконувалися стрибки, які ми на сьогоднішній день називаємо "бейс джампінг" (BASE jumping) —  стрибки зі скель зі сповільнюючим парашутом.

### Розвиток ідеї
У 1485 році Леонардо да Вінчі зробив ескіз першого парашуту, який 515 років потому, 26 червня 2000 року Андріаном Ніколасом був відтворений і успішно приземлений. Парашут важив 187 фунтів та був зроблений з мотузок, полотна і дерева. Однак стрибок з 10000 футів складався з відчепки Ніколаса на висоті 7000 футів  та використання звичайного парашуту для завершення приземлення. 
У рукописах Леонардо да Вінчі є текст: «Якщо у людини є намет з накрохмаленого полотна, кожна сторона, якій має дванадцять ліктів завширшки і стільки ж у висоту, він може кинутися з будь-якої висоти, не піддаючи себе при цьому якійсь небезпеці».

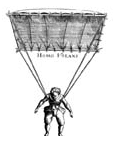
Парашут Фауста Вранчича (1595 рік)

Інший італійський учений Фауст Вранчич, на початку сімнадцятого століття описав апарат для опускання людини, дуже схожий на винахід Леонардо да Вінчі. Проаналізувавши ескізи Леонардо да Вінчі, Вранчич розробив власну версію парашута. Паоло Гуідотті на той час вже здійснював спроби підтвердити теорії да Вінчі, що закінчилося його падінням з даху будинку і переломом стегна (близько 1590 року). Поки Френсіс Годвін писав "Людина на Місяці", вважається, що Фауст Вранчич виконав насправді експериментальний стрибок з парашутом та, таким чином, став першою людиною, хто побудував і перевірив парашут: згідно історії, Вранчич у 1617 році, у віці більш ніж 65 років, відтворив свою власну версію та перевірив працездатність парашута, стрибнувши з дзвіниці св. Марка у Венеції. Ця подія була задокументована 30 років потому у книзі "Математична Магія, або, Дива що можуть бути створені Механічною Геометрією" (Лондон, 1648), написаній Джоном Вілкінсом, секретарем Королівської Спільноти у Лондоні.
У "Математичній Магії" Джон Вілкінс описав політ та його переконання, що політ людини стане можливим як такий. Він не мав сумнівів, що люди, які будуть стрибати з високих веж, будуть мати можливість сповільнювати падіння. У його трактаті навіть не згадується ім'я Фауста Вранчича, а також відсутні будь-які згадки про такого роду події у 1617 році. Жодного свідоцтва не було знайдено що хтось колись тестував парашут Вранчича.
Ще один француз Жан Думье в 1777 році був засуджений до смертної кари. Він повинен був стати випробувачем літаючого плаща професора Фонтанж. У разі вдалого експерименту, йому було обіцяне життя. Він виконав стрибок з даху тюремної вежі і залишився в живих.
Себастіан Ленорман вважається першою людиною, що зробила стрибок з парашутом на публіці та вважається автором терміну "парашут", від латинського префіксу "para"(лат.), що значить "проти", та імперативної форми "parare"(лат.) = уникати, запобігати, захистити, чинити опір, охороняти, захистити, від paro = parry, а також французького слова "chute"(фр.) — "падати", таким чином "парашут" дослівно означає аеронавтичний прилад "проти падіння". Після стрибка з дерева за допомогою пари модифікованих парасольок, Ленорман удосконалив свій хитрий винахід та 26 грудня 1783 року стрибнув з вежі обсерваторії Монпельє у Монтепіллері напроти натовпу, у якому був Джозеф Монгольфієр, використовуючи 14-футовий парашут з жорсткою дерев'яною рамою. Він вважав за призначення для парашуту допомогу заблокованим людям у палаючих будівлях для втечі без ушкоджень.
Після винаходу сучасного парашута в 1783 Луї Себастьяном Ленорманом у Франції, в 1785 році Жан-П'єр Франсуа Бланшар продемонстрував його як засіб безпечної евакуації з повітряної кулі. У той час як перші демонстрації парашута Бланшара проводилися з собакою, пізніше випала нагода випробувати його самому, коли в 1793 році його повітряна куля вибухнула і він скористався парашутом для евакуації.
Подальший розвиток парашута було спрямовано на його компактність. У той час як ранні парашути були зроблені з лляної тканини, натягнутої на дерев'яний каркас, наприкінці 1790-х, Бланшар почав робити парашути із згорнутого шовку, так як він був міцніший і мав меншу вагу.

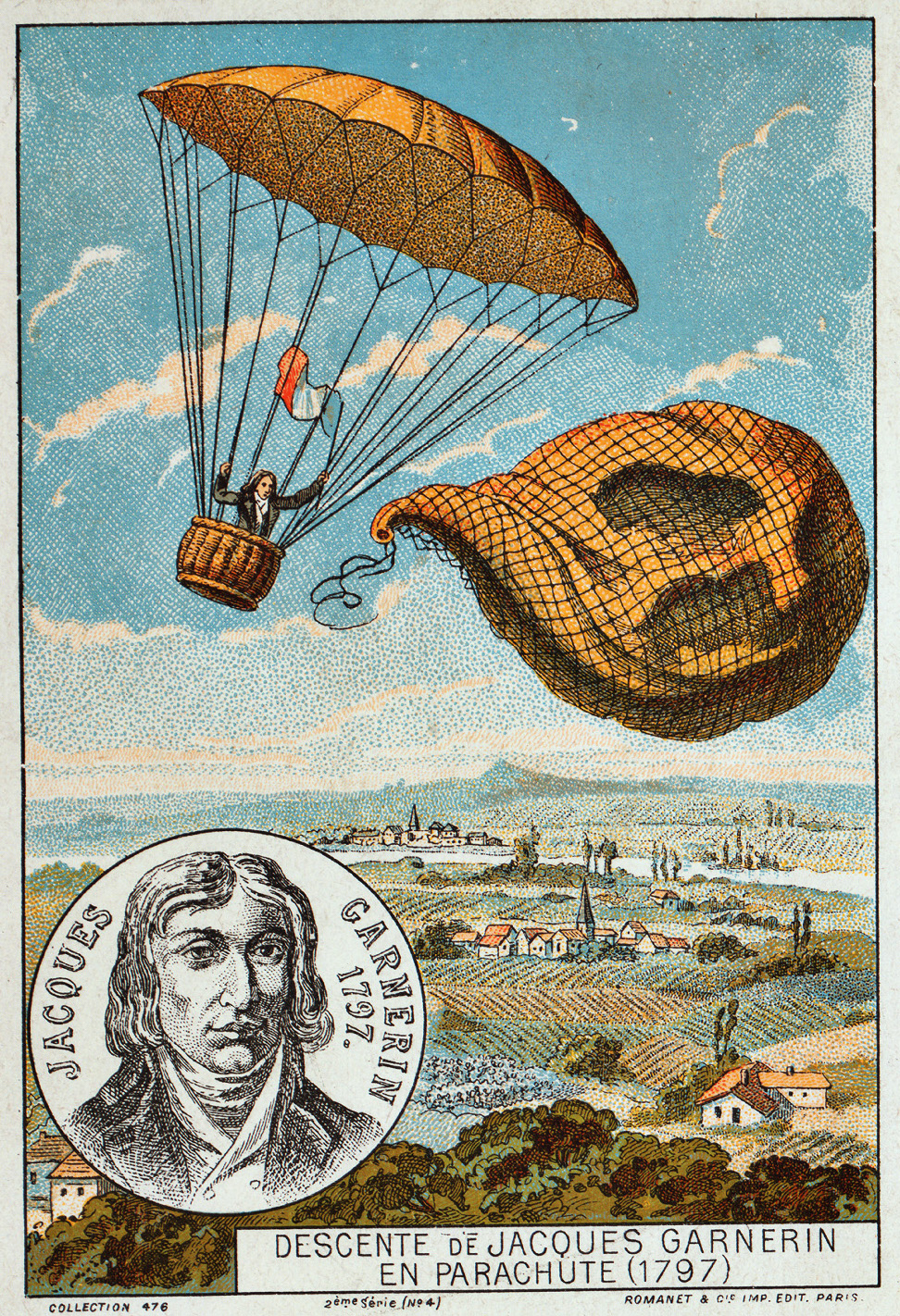
Стрибок з парашутом Жака Гарнерена (1797 рік)

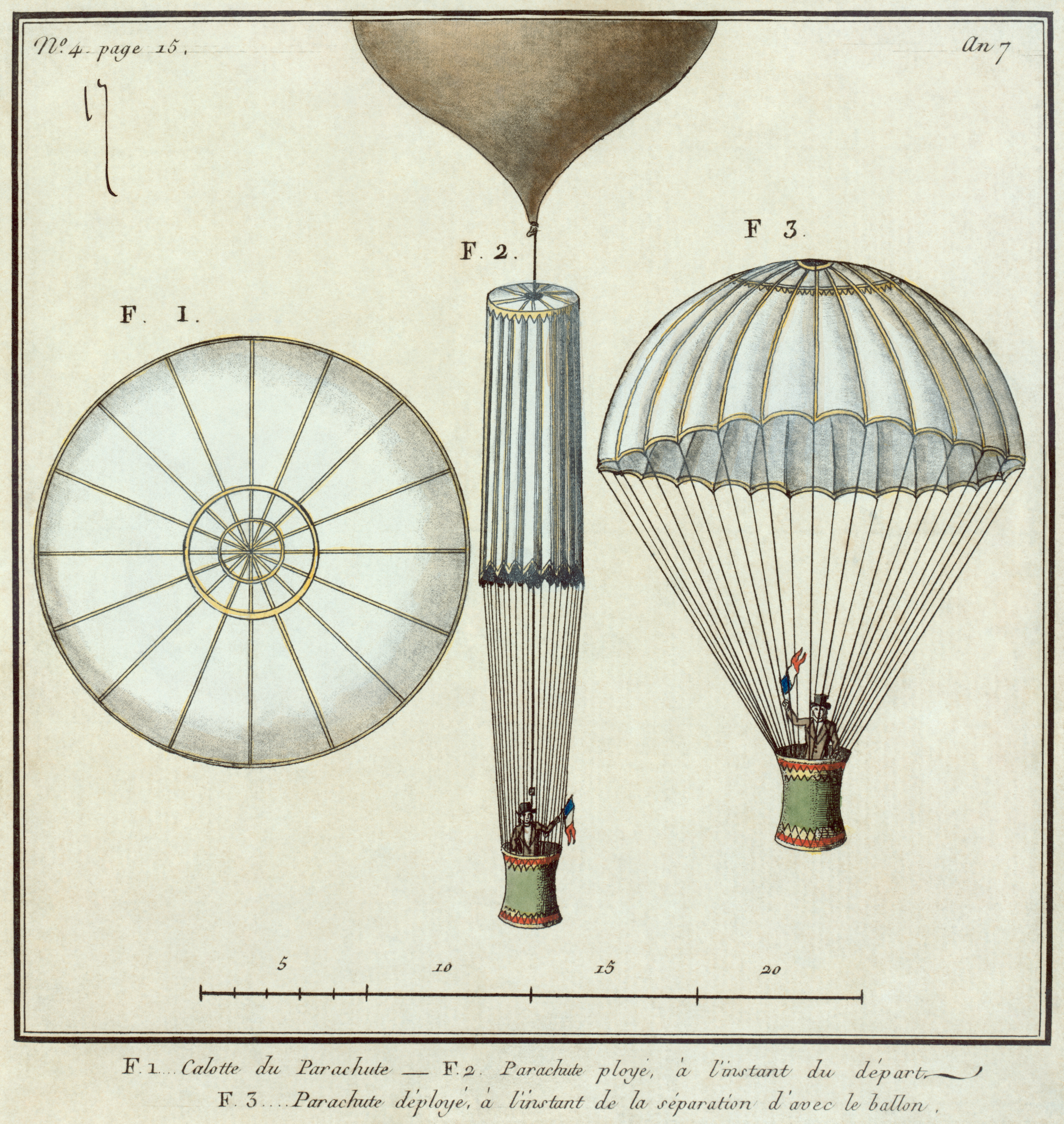
Парашут Жака Гарнерена (1797 рік)

Подальша історія скайдайвінгу у більш сучасному розумінні продовжується французом Андре Жак Гарнереном, який зробив успішне приземлення у 22 жовтня 1797 році за допомогою парашуту з полотна та маленького кошика, прив'язаного під кулею з воднем, з 3200 футів над Парижем.. Парашут Гарнерена мало нагадує сучасні парашути, оскільки він не був упакований в будь-який вид контейнера і не містив витяжного тросу.
Роберт Кокінг, професійний художник, мав великий інтерес до парашутизму того часу, тому, надихнувшись стрибком Андре Жак Гарнерена і статтею сера Джорджа Кейлі у журналі "On Aerial Navigation", вирішив вдосконалити парашут, щоб він не хитався із сторони в сторону при спуску. Результатом став парашут у формі перевернутого конуса, розміром 107 футів (32.61 метрів) в окружності, з'єднаний трьома обручами.  Незважаючи на вік 61 рік, відсутність досвіду і не технічну наукову освіту Роберта власник повітряної кулі погодився провести експериментальний стрибок з цією новою парашутною системою на святі Гранд Дей Фет у Воксхолл-Гарденз. 24 липня 1837 року дана подія відбулася, проте не успішно — парашут склався всередину і на висоті 200-300 футів (60-90 метрів) корзина відокремилася від рештків куполу, в результаті чого Кокінг загинув.
Вдосконаленням парашуту займалися багато вчених того часу, зокрема Жозеф Жером Лефрансуа де Лаланд запропонував додати полярний отвір, щоб звідти виходило повітря і купол не хитався. Це покращення виявилося дуже вдалим і використовується у парашутах і на сьогоднішній день.

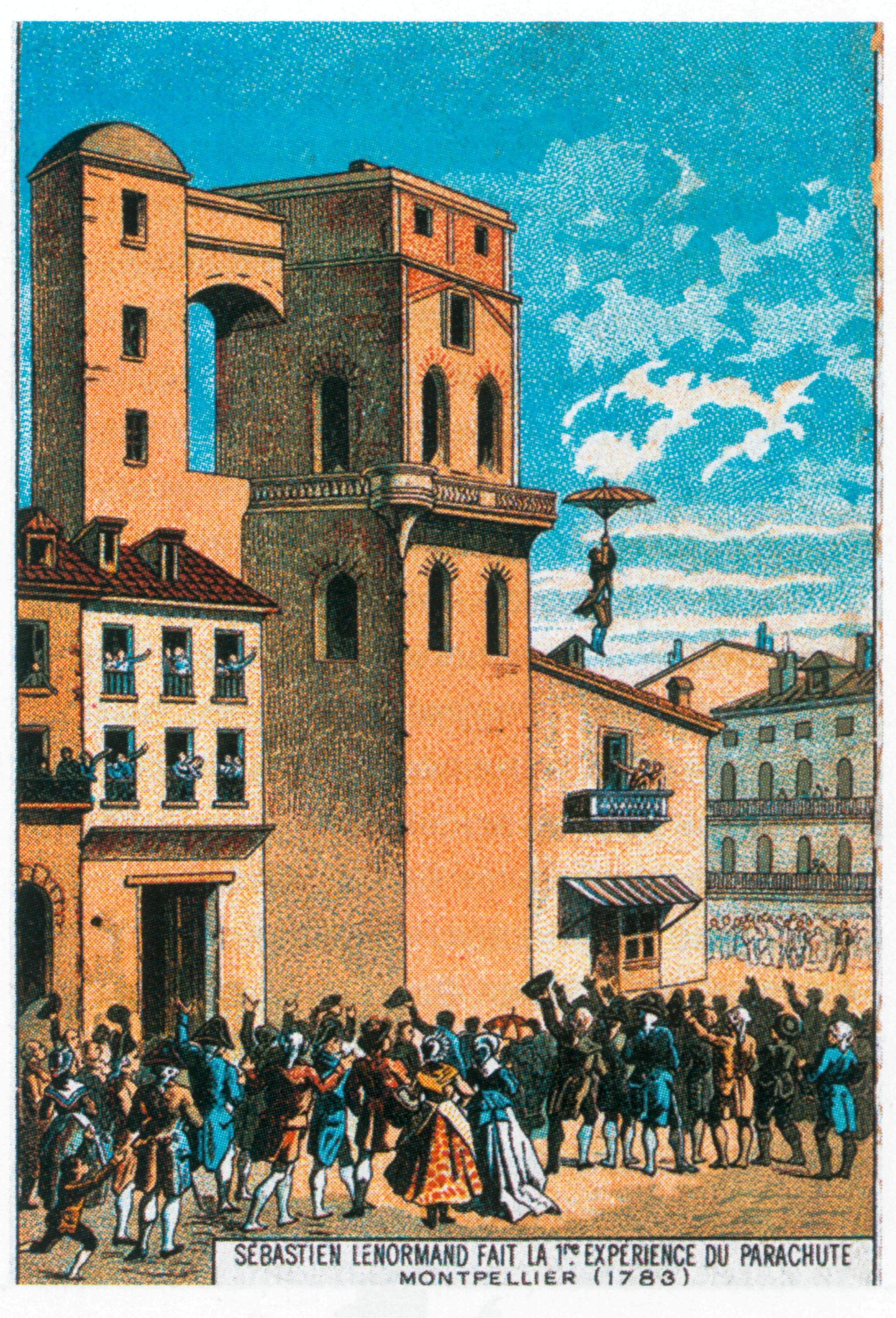
Себастіан Ленорман робить спробу стрибка з парашутом з вежі обсерваторії Монпельє у Монтепіллері (1783 рік)

### ХХ століття
28 грудня 1908 року, Тайні Броадвік (Джорджия Анн Томпсон Броадвік) зробила свій перший стрибок з парашутом з кулі з теплим повітрям.
Перша спроба вінгс'ют стрибка з парашутом була здійснена 4 лютого 1912 року 33-річним кравцем, Францом Реіхельтом, який стрибнув з  Ейфелевої вежі для перевірки свого винаходу — комбінації парашута і крила, який був схожий на сучасні вінгс'юти. Він обдурив охорону, сказавши, що експеримент буде проведено з манекеном. Він дуже довго вагався перед стрибком, і загинув він удару об землю головою, зробивши суттєву яму у замерзлому ґрунті.
1 березня 1912 року, Альберт Беррі стрибнув з парашутом з біплану "Benoist" з висоти 1500 футів (457 метрів) та успішно приземлився у Джеферсон Бараку, Міссурі. Пілотом був Тоні Джаннус. Парашут діаметром 36 футів (11 метрів) був заключений у металеву каністру, що приєднана до нижньої частини літака — коли Беррі вистрибнув з літака його вага використовувалася для витягування парашуту з каністри. Беррі був приєднаним до парашуту не звичним способом, підвісною системою, а був закріплений трапеційним баром. Беррі пропадав 400 футів (152 метрів) перед розкриттям парашуту.
21 червня 1913 року Тайні Броадвік стала першою жінкою, що стрибнула з літака, що відбулося у небі над Лос-Анджелесом, пілотом був Гленн Л Мартін.
Перший записаний стрибок з парашутом з вільним падінням та з використання витяжного тросу був зроблений Леслі Ірвіном у 1919 році, а перші змагання датуються 1930ми роками. Незважаючи на те, що Джорджія Броадвік зробила раніше стрибок з вільним падінням у 1914 році, її статичний трос заплутався з кріпленням у хвостовій частині літака, та вільне падіння не було запланованим. Броадвік відрізала статичний трос та відкрила парашут вручну виключно із міркувань звільнення себе від літака, за який вона зачепилася.

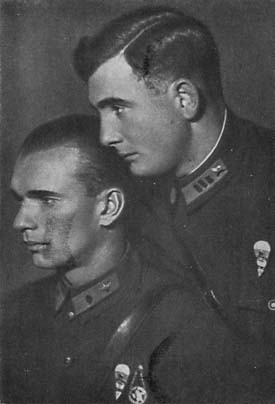
Перші радянські парашутисти Леонід Мінов та Яків Мошковський

У ХХ-му столітті почала розвиватися авіація, і з'явилася нагальна потреба у рятівних парашутах для льотчиків. Парашути старої конструкції були дуже громіздкі і через це не могли застосовуватися в авіації. Спеціальний парашут — ранцевий, м'який — сконструював винахідник Гліб Євгенович Котельников у 1911 році, під назвою РК-1, який було випробувано 19 червня 1912 року. Купол виготовлявся з шовку, стропи розділялися на групи, підвісна система складалася з поясу, нагрудного обхвату, двох плечових ременів і обхватів для ніг.
Сучасний скайдайвінг почав карбуватися близько 1911 року, коли Грант Мортон, використовуючи шовковий парашут, стрибнув з літака "Wilbur and Orville Wright’s Model B" у Каліфорнії та безпечно приземлився. Після цього у Першій Світової Війни та Другій робилися постійні вдосконалення до парашутів.
23 червня 1927 року на Ходинському аеродромі вперше застосував рятувальний парашут льотчик-випробувач М. М. Громов. Він ввів машину в штопор(штопор — зниження літака по крутій низхідній спіралі малого радіусу), вийти з штопора не зміг, і на висоті 600 м вистрибнув з літака.
У 1929 році комбриг ПС ЧА Леонід Мінов у складі радянської торговельної організації «Амторг» відвідав завод компанії «IRVIN-GQ» в місті Буффало, штат Нью-Йорк, де ознайомився з рятівними парашутами, що випускалися заводом, і зробив декілька стрибків — 13 червня 1929 року він зробив стрибок з парашутом з висоти 500 метрів, всього ж за період відрядження він здійснив 3 стрибки. Після повернення у СРСР Мінов був призначений на посаду інструктора по парашутній підготовці ПС ЧА і до літа 1930 року провів теоретичну підготовку для 30 добровольців 11-ї авіаційної бригади Московського військового округу.
У квітні 1930 року були виготовлені дослідні зразки рятівних парашутів типу НИИ-1 та ПЛ-1 для льотчиків, ПН-1 для льотчиків-спостерігачів (штурманів) та парашутів ПТ-1 для проведення навчально-тренувальних стрибків льотно-підйомним сладом ВПС, десантниками та спортсменами-парашутистами.
У 1930 році 19-річна американка Рекс Фінней з Лос Анджелесу, США, задля збільшення відстані і маневреності польоту, здійснила перший політ у костюмі вінгс'ют. Ці перші костюми були зроблені з таких матеріалів, як полотно, дерево, шовк, сталь та китова кістка. Вони не були дуже надійними, хоча деякі спортсмени, такі як Клем Сох і Лео Валентин пролітали цілі милі за їх допомогою.
26 липня 1930 року під Вороніжем 5 радянських льотчиків і механиків (Мошковський, Єгоров, 3ахаров, Коваленков, Кухаренко, Мухін, Поваляєв, Пойдус, Філіпов, Фрейман, Черкашин), очолювані Міновим вперше у СРСР зробили серію тренувальних стрибків з літака. Перший показовий стрибок (фактично — перший навчально-тренувальний стрибок з парашутом в СРСР) Мінов зробив особисто. Слідом за ним стрибнув відомий льотчик Яків Мошковський.
Для стрибків використовувалися американські парашути компанії «IRVIN-GQ», закуплені в результаті поїздки Мінова у США. Усього ж, за час проведення зборів 26 — 29 червня, було виконано 59 тренувальних і показових стрибків з парашутом.
Перший досвід, отриманий у 1930 році, дав поштовх для подальшого розвитку парашутизму у СРСР.
Вже до кінця 1931 року радянські парашутисти виконали близько 600 тренувальних і показових стрибків.
У 1931 році були виготовлені парашути ПД-1 конструкції М. А. Савицького.
Захоплення було настільки популярним, що у міських парках культури і відпочинку встановлювалися «парашутні вишки», з яких міг стрибнути будь-хто бажаючий. 26 липня стало святкуватися як "День парашутиста".
У 1933 році з'явився парашут ПД-2, у 1936 році був випущений парашут ПД-6, купол якого був круглим та мав площу 60.3 кв.м.
Восени 1935 року було підготовано на навчаннях Київського округу 1200 парашутистів, під Мінськом — більше 1800 парашутистів.
У 1939 році в СРСР почали додавати до парашутів страхуючий пристрій (AAD) ППД-1 (авторство Миколи, Володимира та Анатолія Дороніних, напівавтоматичний прилад з годинниковим механізмом). У 1940 році було розроблено прилад ПАС-1 анероїдної конструкції за авторством Савичева. Пізніше ці два прилади об'єднали в один під назвою КАП-3 (комбінований автомат парашутний).
У 1940 році був створений парашут ПД-10 площею купола 72 кв.м.,у 1941 році — парашут ПД-41 , перкалевий купол якого мав площу 69,5 кв.м. та мав прямокутну форму.
у 1942 році створений парашут ПД-6-42 круглої форми площею 60,3 кв.м., який розкривався автоматично, за допомогою витяжного тросу.
У 1945 році 600 парашутистів США 11-ї дивізії Airborne врятували більше 2100 в'язнів США, Великої Британії, Нідерландів, за кілька годин до їх запланованої страти японськими військами у Лос Баносі, Філіппіни.
Скайдайвінг став більш мейнстрімовим, коли військові почали розвивати парашутні технології та використовувати скайдайвінг у тактичних цілях від час Другої Світової Війни. По закінченню війни скайдайвінг став набагато більш популярним, так як солдати, що повернулися з війни, із задоволенням продовжували ним займатися та проводити регулярні змагання, що призвело до визнання його у якості національного спорту у 1952 році у США.
У 1946 році була заснована організація USPA (United States Parachute Association, Парашутна Асоціація Сполучених Штатів) USPA є керівним органом скайдайвінгового спорту у США. USPA керує та встановлює правила задля безпечності спорту, а також передбачає прогрес його розвитку. На сьогоднішній день USPA має великий вплив на скайдайвінг не тільки у США, а і за його межами, а також проводить сертифікацію і нагородження інструкторів і кваліфікації скайдайверів.
USPA була заснована у 1946 році, у Мінеола, Нью Йорк, у якості Національної Організації Парашутних Спортсменів-Ріггерів. На той час вона містила близько 100 членів. У подальшому вона була перейменована на Парашутний Клуб Америки у 1957 році та згодом знову була перейменована у United States Parachute Association (Парашутна Асоціація Сполучених Штатів) у 1967 році. Її заснування було важливим етапом у скайдайвінгу, так як воно встановило визнання скайдайвінгу у якості спорту і хобі.
У 1947 році був розроблений і випущений парашут ПД-47, що мав перкалевий купол квадратної форми площею 71.18 кв.м. і масою 16 кг, а також на відміну від попередніх куполів мав чохол, який надягався на основний купол перед укладанням його у ранець, що дозволило завдяки більш стабільному розкриттю застосовувати його на більших швидкостях.
у 1951 році було проведено перше змагання з парашутного спорту у Югославії і FAI затвердили перші рекорди. Вони були встановлені французькою спортсменкою Монікою Лароше, яка зробила найвищий затяжний стрибок з висоти 4235 метрів та вільним падінням 3622 метри. Того ж року радянська парашутистка Селіверстова встановила рекорд вільного падіння у розмірі 8326 метрів. З того часу змагання стали проводитися на щорічній основі..
Перші парашути мали круглу форму. Це не давало багато можливостей для маневрування. Тому було винайдено перший парашут типу "набігаючого повітря" Доміною Джалберт у 1960х роках. Джалберт була виробником кайтів, яка зрозуміла, що форма кайту є більш ефективною у якості крила. Причиною є те, що дизайн набігаючого повітря (чи парафіль) дозволяє впустити повітря у передні відсіки, щоб потім утримати його, формуючи жорстке крило, яке може бути контрольованим пілотом парашуту набагато ефективніше, ніж у круглих парашутах.
У 1955 році був випущений парашут Д-1 з перкалевим куполом площею 82,5 кв.м. круглої форми масою 16,5 кг, на якому можна було виконувати стрибки на швидкостях до 350 км/год.
У 1956 році перша команда США бере участь у Третіх Світових Змаганнях зі скайдайвінгу, що проводилися на той час у Москві.
У 1957 році був розроблений перший спортивний (не військовий) парашут Жаком Істелом. Парашут базувався на фізичних принципах Бернуллі. Парашут було зроблено з тканини з нульовою продуваністю (Zero P (англ.)).
У 1958 році спортивні парашути було вперше випробовувано з реактивного літака у Ель-Сентро, Каліфорнія.
У 1959 році перші громадські школи скайдайвінгу відкриваються Орандж, Массачусетс. Вони і досі існують під назвою "Jumptown". У цьому ж році в СРСР був випущений парашут Д1-8 — модифікація Д-1 зі стабілізуючим парашутом та дещо зміненою конструкцією ранця, чохла основного купола та витяжного кільця.
У 1960 році Кол. Джозеф А Кітінгер (USAF) здійснює рекордний стрибок з кулі з висоти 102800 футів над землею. Рекорд протримався до 2012 року.
У 1960х роках розроблено парашут серії Д-6, зі стропами керування, масою 12,3 кг і площею 83 кв.м.. Також були розроблені та використовувалися і інші системи, такі як: ПСН-72, «Лєснік», Т-2, Т-4, УТ-15, а також для показових стрибків та виконання спеціальних завдань парашути типу «плануюча оболонка» ПО-9 та ПО-16. У спецназі ВМФ були свої парашути, на яких виконувалися стрибки на воду з висоти 60–80 метрів.
У 1961 році USPA забороняє використання парашутних костюмів типу крило у скайдайвінгу, так як у період з 1930 до 1961 рік 72 із 75 експериментаторів цього типу загинули.
У 1965 році Лі Гуілфойл здійснив стрибок з парашутом, що більше схожий на крило, а не на звичайний круглий парашут. Цей дизайн отримає назву "Barish Sailwing". Цей дизайн поклав початок заміни круглих купола на куполи набігаючого повітря.
Подальший розвиток скайдайвінгу звернув до аеродинамічних труб, які використовувалися для тестування літаків чи автомобілів, і була винайдена вертикальна аеродинамічна труба.
Вперше політ у вертикальній аеродинамічній трубі був здійснений 1964 року у місті Огайо. Цей політ розпочав нову еру польотів скайдайверів у приміщеннях. Перша вертикальна аеродинамічна труба, що призначалася для польотів людей, була збудована у 1978 році Джоном Ст Гермаїном, який бажав дати своїм дітям досвід вільного падіння у безпечних умовах.
З того часу внутрішній скайдайвінг (або скайдайвінг у приміщеннях, також indoor skydiving(англ.)) значно прогресував. На разі існують десятки аеродинамічних труб у світі, також багато з них призначаються виключно для використання скайдайверами і тими, хто бажає отримати досвід вільного падіння.
На початку 1970х років набирає популярності дисципліна групової акробатики (RW, Relative Work), коли парашутисти стрибають одне з одним разом і швидко будують формації.
Також на початку 1970х років у СРСР розробили новий десантний парашут Д-5 з капроновим круглим куполом площею 83 кв.м. і вагою 13.8 кг, що може забезпечити стрибки з парашутом на швидкостях до 400 км/год. У конструкції позбулися витяжного шарового парашута, стабілізуючий парашут вводиться в дію негайно, також ліквідовані чохли основного та стабілізуючого парашутів.
У 1970 році створена організація Об'єднана Авіаційна Влада (англ. JAA Joint Airworthiness Authorities).
Біллом Бутом  було винайдено Систему Трикільцевого Випуску і запатентовано у 1978 році як таку, що може приєднувати (і від'єднувати) купол від системи. Такий факт, як не стовідсоткова робота основного парашуту, є відомим скайдайверам. За допомогою Системи Трикільцевого Випуску скайдайвери отримали можливість стрибати з додатковим, запасним, парашутом. Для того, щоб ввести в дію запасний парашут, скайдайвер має спершу від'єднати непрацюючий основний. До винайдення Системи Трикільцевого Випуску від'єднання основного куполу робилося за допомогою спеціальної накидки, яка була громіздкою та могла також відмовити. Система Трикільцевого Випуску дозволяє робити від'єднання (cutaway(англ.)) основного непрацюючого парашуту набагато швидше та легше через те, що дизайн цієї системи передбачає множення механічного навантаження від кільця до кільця у групі, що дає можливість без великих зусиль провести від'єднання. Система Трикільцевого Випуску визнана одним із найбільш визначних винаходів у історії скайдайвінгу.
У 1980х роках німець Крістоф Арнс вдосконалив технологію костюму типу "крило" (вінгс'ют), обладнавши костюм перетинчастими поверхнями. Вони зменшували швидкість падіння та стабілізували політ. Зважаючи на це заборона на крила буда знята в 1987 році.
У 1982 році було вперше здійснено стрибки типу свуп Роджером Нельсоном
У 1983 році Тедом Стронгом були винайдені стрибки у тандемі. На початку 1980х років скайдайвінг у тандемі (тип скайдайвінгу, коли ‘студент’ стрибає з літального апарата прикріпленим до спеціального кваліфікованого інструктора) був все ще у ‘експериментальному’ статусі. Це означало, що він був у процесі експлуатації, але все ще не класифікувався як повноцінний спорт. FAA (Федеральне управління цивільної авіації США, Federation Aviation Administration (англ.)) зняла експериментальний статус, що дозволило різко збільшити популярність стрибків з парашутом у тандемі.
у 1989 році був винайдений перший сучасний AAD. У процесі розвитку скайдайвінгу було зроблено багато винаходів, які збільшили безпеку даного виду спорту. Винайдений Гельмутом Клотом Cypres AAD визнається одним із найважливіших інновацій у питаннях безпеки. AAD або Автоматично Активований Пристрій (automatic activation device(англ.)) являє собою маленький пристрій, який вимірює швидкість і тиск. Він автоматично відкриває запасний парашут, якщо настануть умови, які властиві вільному падінню на заданій висоті. Це означає, що він перевіряє, чи скайдайвер відкрив парашут, навіть якщо останній без свідомості, чи пропустив висоту розкриття.
У 1991 році вийшов фільм "На гребені хвилі", за яким у 2016 був випущений ремейк. Згідно сюжету, агент ФБР під прикриттям захоплює угрупування серферів, які можуть бути грабіжниками банків. Цей фільм різко збільшив популярність парашутизму. Із сюжетом, схожим до майбутнього фільму, "Затяжний стрибок", головний герой опиняється затягнутим у сповнене адреналіном життя кримінальних елементів, яких він має піймати. Група переконує головного героя, якого грає Кіану Рівз, 'вистрибнути з абсолютно чудово робочого літака' у сцені, де показані скайдайвери, які між собою спілкуються протягом польоту.
В середині 1990-х француз Патрік де Гайардон розвинув ідею костюмів типу "крило" далі, причепивши крила під кожною рукою та між ногами. Його костюм є основою для сучасних костюмів-крил, перші з яких з'явилися в 1998 році.
У 1997 році Болгарином Семі Поповим було розроблено і виготовлено у Болдер-Сіті вінгс'ют, у якого було більше крило між ногами і довші крила на руках. У 1998 році після тестування у аеродинамічній трубі він був використаний у польоті над містом Джен, Невада. Проте у комерційну експлуатацію він так і не надійшов.
У 1999 році фінн Джарі Куосма і хорват Роберт Пекнік вирішили скооперуватися для створення безпечного і доступного всім скайдайверам вінгс'юта. Було зареєстровано компанію "Bird-Man International Ltd." того ж року. Першим костюмом, що був нею випущений до широкого загалу, був "classic". Також компанія пропонує інструкторські курси навчання, що ставить безпеку польотів на вищий рівень. З цього костюму і цієї компанії почалося масове використання вінгс'ютів.
У кінці 1990х років був розроблений десантний парашут Д-10 вагою 11,7 кг і площею 100 кв.м.

### XXI століття
23 травня 2006 року двоє австралійців Глен Сінглмен та Хізер Свен стрибнули з висоти 6640 метрів з піку Меру (Індія) встановивши світовий рекорд стрибків з землі.
15 липня 2002 року було створено організацію EASA (Європейська Агенція Авіаційної Безпеки).
У 2009 році ЗС США починають використовувати новітні десантні парашути Т-11, у 2011 році через численні інциденти призупиняє їх використання.
28 травня 2011 року японець Шін Іто встановив світовий рекорд швидкості у костюмі-крилі — 363 км/год.
20 та 21 травня 2012 року колумбійський скайдайвер Джонатан Флорез встановив відразу 4 світових рекорди: найдовша відстань (по горизонталі) подолана у костюмі-крилі (26257 м), найбільша абсолютна відстань (28196 м), найдовший час польоту (9 хв 6 с) та найвища висота польоту (11358 м).

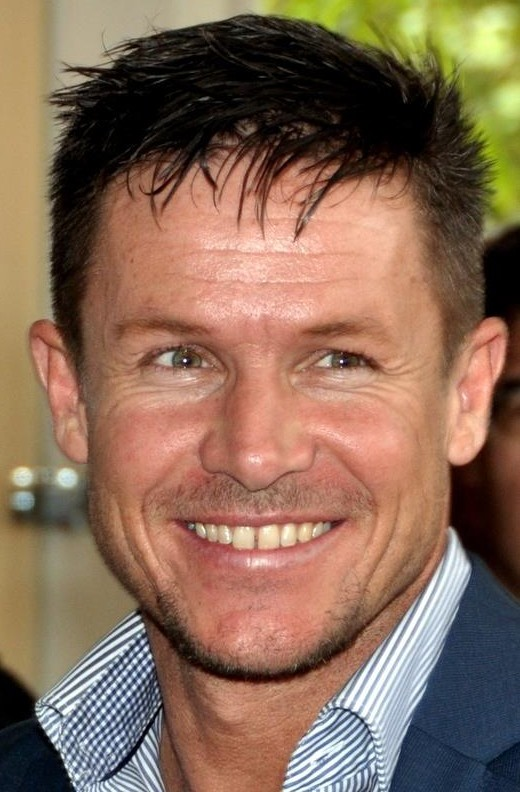
Прес-конференція Фелікса Баумґартнера після історичного стрибка 14 жовтня 2012

14 жовтня 2012 року у районі міста Розвелл (штат Нью-Мексико) 43-річний австрійський спортсмен Фелікс Баумгартнер встановив світовий рекорд висоти стрибку з парашутом зі стратосфери (39,068 км або 128.176 футів) та понадзвукової швидкості вільного падіння в атмосфері (1.173 км/год або 729 миль/год). Сам стрибок тривав 9 хв 3 сек, з них у вільному падінні — 4 хв 22 сек.
Також було перевищено швидкість звуку (на 45 секунді польоту, приблизно на висоті 29 км і при температурі −45 °C швидкість звуку становить 302,8 м/сек або 1090 км/год) — число Маха під час встановлення рекорду склало 1,24.
На початку січня 2017 року після випробувань до ЗС України прийняті польські парашути AD-95 "Dedal" 

### Історія скайдайвінгу в Україні
- 26 квітня 1992 року на основі колишньої радянської організації «Федерації парашутного спорту Української РСР» було засновано Федерацію Парашутного Спорту України, а 24 квітня 2015 року організації «Федерація парашутного спорту України» надано статус національної спортивної федерації з виду спорту «парашутний спорт».
- 21 серпня 2016 року на аеродромі Коротич було встановлено національний рекорд України 50-way [36]
- 16 червня 2017 року на аеродромі Коротич було встановлено національний рекорд України 20-way — "Назад в майбутнє" [37]
- 25 серпня 2017 року на аеродромі Київ-Південний (дропзона 5й океан) було встановлено перший національний вінгс'ют рекорд України 15-way — “Велика формація-15".[38]